# Mabuya
Mabuya este un gen de șopârle din familia Scincidae.

## Specii[1]
- Mabuya agilis
- Mabuya agmosticha
- Mabuya altamazonica
- Mabuya arajara
- Mabuya atlantica
- Mabuya bayonii
- Mabuya berengerae
- Mabuya bistriata
- Mabuya caissara
- Mabuya carvalhoi
- Mabuya chapaensis
- Mabuya cochabambae
- Mabuya croizati
- Mabuya dissimilis
- Mabuya dorsivittata
- Mabuya falconensis
- Mabuya frenata
- Mabuya guaporicola
- Mabuya heathi
- Mabuya infralineata
- Mabuya lineolata
- Mabuya mabouya
- Mabuya macleani
- Mabuya macrophthalma
- Mabuya macrorhyncha
- Mabuya maculata
- Mabuya meridensis
- Mabuya nigropalmata
- Mabuya nigropunctata
- Mabuya ozorii
- Mabuya seychellensis
- Mabuya stanjorgeri
- Mabuya tessellata
- Mabuya trivittata
- Mabuya tytleri
- Mabuya unimarginata
- Mabuya wrightii